# Ta Mok
 (mars 2013).
Si vous disposez d'ouvrages ou d'articles de référence ou si vous connaissez des sites web de qualité traitant du thème abordé ici, merci de compléter l'article en donnant les références utiles à sa vérifiabilité et en les liant à la section « Notes et références ».
Ta Mok, pseudonyme de Ung Chœun, dit également  Chhit Chœun, Eang Eng ou Nguon Kang (né en 1924 ou 1926, selon les sources, dans la province de Takeo - décédé à l’hôpital de Phnom Penh le 21 juillet 2006), est un homme politique cambodgien, qui fut l’un des plus sanguinaires chefs des khmers rouges et l’un des derniers dirigeants du mouvement dirigé d’une main de fer par Pol Pot. 
Sa personnalité est mal connue et on ne disposa longtemps d’aucune photo de lui. On sait qu’il a perdu une jambe durant la guerre civile, au début des années 1980.
Dans son témoignage Le Portail, François Bizot en fait le portrait d’un homme cruel et cupide.

## Biographie
Issu d’une prospère famille paysanne du district de Tram Kak dans la province de Takeo, Ung Choeun, alias Ta Mok, est l’aîné d’une famille de huit enfants. Devenu bonze, il obtient un diplôme d’enseignant de premier cycle en Pali à Phnom Penh. Ayant échoué à entrer à l’école supérieure de Pali, il retourne à la vie laïque.
Dans les années 1940, alors que le Cambodge connaît alternativement la domination coloniale française et japonaise, Ta Mok s’engage dans la guérilla des khmers issarak contre le colonialisme français et est également actif dans la résistance anti-japonaise. En juin 1949, chef du mouvement Issarak pour les districts de Tram Kak et de Kong Pisey, il est dénoncé pour les exactions commises à l’occasion de collectes de fonds.

### Cadre du Parti communiste cambodgien
En 1950, il rejoint le Parti communiste indochinois (PCI). Il est à cette époque très proche des communistes vietnamiens qui assurent la formation de leurs collègues cambodgiens. Quand le PCI se scinde en organisations nationales, il rejoint le Parti révolutionnaire du peuple khmer, ancêtre du Parti communiste du Kampuchéa. Militant militaire et politique dans la zone du Sud-Ouest, il est nommé membre du Comité central du Parti dès 1963 et devient en 1966 secrétaire adjoint pour la zone sud-ouest.
En 1968, il devient secrétaire du Parti pour la zone du Sud-Ouest, un poste qui lui permettra d’être élu en tant que membre des comités permanent et militaire du Comité central. Ces fonctions lui confèrent l’autorité de facto et de jure sur tous les subordonnés du Parti communiste cambodgien, en particulier ceux de la zone sud-ouest. Ta Mok exerce alors d’importantes fonctions militaires dans le mouvement khmer rouge.
Cadre militaire et politique de la zone sud-ouest (le Nirdey), secrétaire du parti pour la même région, il orchestre de vastes purges et ordonne des massacres de grande ampleur dans la zone sous sa juridiction dès 1973, avant même la prise du pouvoir par les khmers rouges. Ses hommes remplacent alors progressivement les cadres éliminés pour collusion avec le Viêt Nam. Les cadres du Sud-Ouest seraient alors devenus le fer de lance de la révolution.
Le 18 mars 1974, lors de la prise de Oudong, ancienne capitale impériale, par ses miliciens, renforcés par ceux de Ke Pauk, la ville est systématiquement rasée et la population, forte de 20 000 habitants, est déportée. Enseignants, fonctionnaires et soldats républicains sont systématiquement assassinés. « La prise de Oudong et ses suites anticipent ce qui se produira à Phnom Penh un an plus tard », écrit Raoul-Marc Jennar.
Nommé par Pol Pot chef d’état-major de l’armée nationale du Kampuchéa démocratique, nom officiel du régime khmer rouge, son parcours est désormais jalonné de nombreux carnages. Il fait, en 1975, massacrer par ses troupes originaires du Sud-Ouest plus de 30 000 personnes dans le seul district d’Angkor Chey et plus de 50 000 autres à Kompong Cham.
Le 20 mars 1976, Ta Mok devient Premier Vice-président de l’Assemblée des représentants du peuple et poursuit son œuvre d’extermination. Il s’acquitte avec zèle des purges sanglantes qui caractérisèrent le régime polpotiste durant ses années au pouvoir. Il s’en prend particulièrement aux communautés musulmanes et entreprend la purge des « traîtres de la région est » qualifiés d’« esprits vietnamiens dans des corps khmers ». Il est alors responsable de la mort de plus de 100 000 personnes et selon ses anciens compagnons, il aurait lui-même participé directement et activement aux tueries.
Marie-Alexandrine Martin estime que dans la lutte qui oppose les différents clans khmers rouge, « le clan Pol Pot-Ieng Sary sort vainqueur parce qu’il dispose de Ta Mok et de son armée de jeunes tueurs disciplinés (...) ».
Avec Nuon Chea, le « numéro deux » du commandement militaire des khmers rouges et son commissaire politique en chef de 1970 à 1975, Ta Mok est considéré comme l’un des principaux organisateurs des massacres de masse durant la dictature de Pol Pot et ses exactions lui valent d’être surnommé « le boucher ». Selon ses anciens compagnons de massacres, Ta Mok est le seul haut dignitaire du régime à avoir directement participé à des exterminations.

### Après la chute des Khmers rouges
Après la chute du Kampuchéa démocratique et l’invasion-libération vietnamienne de décembre 1978, Ta Mok prend le maquis avec les autres partisans de Pol Pot et devient le chef militaire suprême khmer rouge. Même après les accords de paix de Paris signés en 1991, il refuse de rendre les armes.
On estime alors que 3 000 à 6 000 combattants restent fidèles à Pol Pot, et sont dirigés par Ta Mok. Ils tiennent le secteur du Phnom Malai (en), où les forces gouvernementales (pas plus que les forces vietnamiennes de 1979 à 1989), n’ont pas réussi à pénétrer. Ta Mok, Nikorn et Son Sen se seraient repliés à Samlaut (en), au nord de Pailin.
Au début des années 1980, il perd une jambe, suite, suivant les sources, à un accident de tracteur ou l'explosion d'une mine.
Retranché à Anlong Veng, un petit village de l’extrême nord, durant cette période, il s’enrichit et amasse une petite fortune grâce au trafic de bois avec la Thaïlande voisine.
En 1995, quand Ta Mok a ordonné de brûler des villages, plus de 1 000 de ses combattants ont déserté. Enrichi dans les affaires en Thaïlande, — il a reconnu lui-même d’avoir mis à l’abri l’équivalent de 17 millions de dollars — ce seigneur de la guerre, retranché au nord du pays, aurait retenu Pol Pot - affaibli par des problèmes de santé - prisonnier dans son fief d’Anlong Veng.
En 1997, les défections se multiplient dans les rangs khmers rouges. Pensant que Son Sen négociait sa reddition aux autorités de Phnom Penh, Pol Pot ordonne sa mise à mort ainsi que celle des 13 membres de sa famille, femmes et enfants compris. Ayant peu avant tenté de négocier une alliance avec Norodom Ranariddh, Ta Mok craint d’être la prochaine victime et décide de brusquer le cours des choses. Il fait arrêter l’ex-« frère numéro un » qui sera jugé par un « tribunal populaire » et condamné à la prison à vie.
Jusqu’en juin 1998, en maître absolu, il fait régner la terreur sur la population des derniers refuges khmers rouges et affiche sa cruauté et sa xénophobie. Parmi les règles de conduite édictées et peintes sur de grands panneaux de bois, on peut lire : « Quiconque entre en contact avec les gens des zones non libérées sera tué ».
Au printemps 1998, les derniers maquisards khmers rouges, commandés par Ta Mok et Khieu Samphân, sont acculés à la frontière thaïlandaise depuis la chute de leur bastion d’Anlong Veng (extrême-nord du Cambodge), pris par les forces armées royales khmères (FARC) le 26 mars 1998. 1 545 combattants des ultimes unités khmères rouges encore en action, sous les ordres de Im Heung, Chum Chhit et Chum Kéo, désertent et se rallient, avec 762 familles, soit 4 109 personnes, à l’armée gouvernementale. On apprendra par la suite qu’une mutinerie au sein de l’armée khmère rouge a éclaté la veille, facilitant la victoire des FARC. Il semble que des intérêts financiers soient à la base de ces ralliements, Ta Mok confisquant à son profit les ressources provenant du trafic du bois. La guérilla — dont les combattants sont désormais estimés à moins de 2 000 — est sur le point de se désintégrer, affaiblie par ces défections massives et des revers militaires.
Les dirigeants historiques des khmers rouges - Ta Mok, Nuon Chea, Khieu Samphân - sont en fuite. Ils sont contraints de se réfugier dans la jungle dense des montagnes proches de la frontière thaïlandaise, dites aux « deux cents collines ». La Thaïlande déclare refuser de leur donner asile. On estime alors qu’il ne reste plus alors qu’entre 250 et 400 combattants fidèles à Ta Mok. Le 5 décembre 1998, les derniers résistants khmers rouges déposent les armes après quatre heures de négociation au temple de Preah Vihear sur les monts Dângrêk. L’accord est conclu entre le sous-chef d’état-major de l’armée gouvernementale, le général Meas Sophea (en), et un groupe de huit commandants khmers rouges dirigé par Khèm Nguon, chef d’état-major de Ta Mok et incluant un gendre de ce dernier. Cependant ceux-ci refusent de « livrer » Ta Mok, Nuon Chea et Khieu Samphân qui sont toutefois laissés à eux-mêmes.
L’ancien chef d’état-major de la guérilla, entouré d’une centaine de derniers fidèles aux abois, sera finalement arrêté par l’armée royale cambodgienne, le 6 mars 1999, en territoire thaïlandais, et transféré par hélicoptère dans une prison militaire de Phnom Penh, proche du fameux centre de détention et de torture de Tuol Sleng, où 20 000 personnes ont été assassinées entre 1975 et 1979. Sa capture met un terme définitif à l’histoire sanglante des khmers rouges. Son arrestation est survenue deux jours avant la publication du rapport de l’ONU préconisant l’établissement d’un Tribunal pénal international pour juger les génocidaires survivants.

### Dans l’attente d’un jugement
Lors de son arrestation, Ta Mok est accusé de violation de la loi de 1984, interdisant le mouvement khmer rouge. Le 7 septembre 1999, le « frère numéro six », est accusé de génocide, en vertu d’un décret pris en 1979, à la suite de la chute du régime khmer rouge. Le 17 novembre 2001, le Premier ministre cambodgien Hun Sen annonce qu’il demandera au parlement une prolongation de la période de détention de l’ancien chef khmer rouge, dans l’attente de l’ouverture d’un procès des auteurs du génocide. Selon l’AFP, le Premier ministre estime que « Ta Mok ne peut pas être relâché ». Étant incarcéré depuis 1999, il aurait dû être libéré en mars 2002 en vertu de la législation cambodgienne qui prévoit un élargissement à l’issue de trois ans d’incarcération sans procès. Pour éviter cette libération, le 22 février 2002, Ta Mok est inculpé de crimes contre l'humanité, inculpation qui prolonge le délai de détention provisoire.
L’Assemblée générale des Nations unies a adopté le 13 mai 2003 une résolution approuvant une proposition d’accord entre l’ONU et le Cambodge sur la poursuite des principaux responsables des crimes commis entre 1975 et 1979 (A/RES/57/228 B). L’accord prévoit la création d’une chambre extraordinaire, intégrée au système judiciaire existant, à laquelle prendrait part des juges internationaux. L’Assemblée nationale cambodgienne ratifie ce traité le 4 octobre 2004. Le 27 octobre, la loi d’application a été promulguée par le Roi.
Ta Mok aurait dû être le premier dignitaire khmer rouge à comparaître en personne devant un tribunal. Dans l’attente de son procès, prévu en 2007, l’ancien chef d’état-major de la guérilla était détenu dans une prison militaire de Phnom Penh. Il était le seul personnage d’importance, avec Kang Kek Ieu (alias Douch), directeur du camp de torture S-21, à y être détenu. Il était passible de la prison à vie, la peine de mort n’existant plus dans le code pénal cambodgien.
Ta Mok meurt le 21 juillet 2006 à l’âge de 80 ans, sans avoir été jugé. Il aura droit à des funérailles grandioses dans son fief d’Anlong Veng auxquelles assisteront les membres des réseaux clientélistes qu’il avait développés.